# Matteo d’Acquasparta

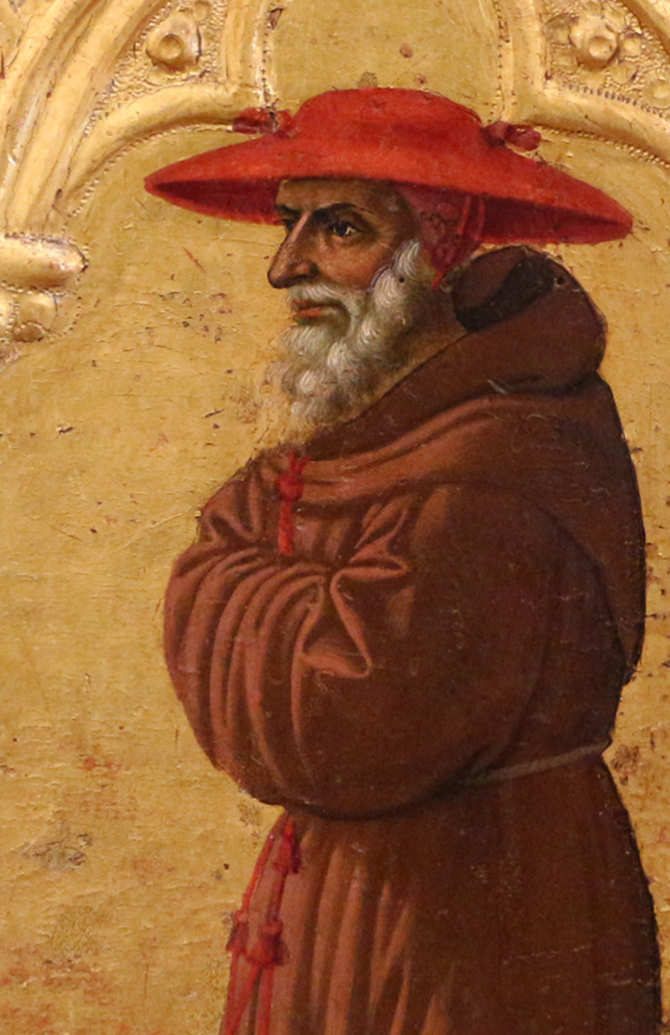
Matteo d’Acquasparta als Kardinal

Matteo d’Acquasparta OFM (auch Matthäus von Acquasparta)  (* um 1240 in Acquasparta; † 28. Oktober 1302 in Rom) war ein italienischer Geistlicher und theologisch-philosophischer Schriftsteller. Er war  Kardinal der katholischen Kirche und zwölfter Generalminister des Franziskanerordens.
Papst Nikolaus IV. erhob ihn am 16. Mai 1288 zum Kardinal von San Lorenzo in Damaso. Zudem war er Bischof von Porto zwischen 1292 und 1302. Er ist in der Kirche Santa Maria in Aracoeli begraben.